# فهرست فرودگاه‌های جزایر فالکلند

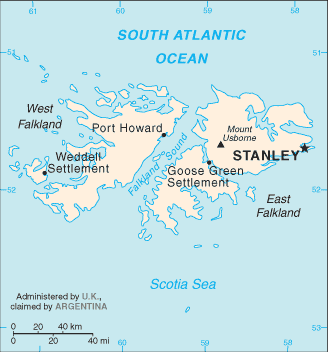
نقشهٔ جزایر فالکلند

این مقاله شامل فهرست فرودگاه‌های جزایر فالکلند است.

## فرودگاه‌ها
| مکان                                   | ایکائو              | یاتا                | نام فرودگاه                            |
| فرودگاه‌های غیرنظامی                    | فرودگاه‌های غیرنظامی | فرودگاه‌های غیرنظامی | فرودگاه‌های غیرنظامی                    |
| -------------------------------------- | ------------------- | ------------------- | -------------------------------------- |
| Stanley                                | SFAL                | PSY                 | فرودگاه پورت استنلی                    |
| فرودگاه‌های نظامی                       |                     |                     |                                        |
| فرودگاه نیروی هوایی سلطنتی ماونت پلزنت | EGYP                | MPN                 | فرودگاه نیروی هوایی سلطنتی ماونت پلزنت |